# Liste der Monuments historiques in Pothières
Die Liste der Monuments historiques in Pothières führt die Monuments historiques in der französischen Gemeinde Pothières auf.

## Liste der Objekte
| Bezeichnung                 | Beschreibung                                                                 | Standort                        | Kennzeichnung | Schutzstatus | Datum | Bild |
| --------------------------- | ---------------------------------------------------------------------------- | ------------------------------- | ------------- | ------------ | ----- | ---- |
| Gemälde Anbetung der Hirten | Öfarbe auf Leinwand, um 1758 von Richard de Saint-Non; nach François Boucher | in der Kirche St-Georges (Lage) | PM21001761    | Classé       | 1964  |      |